# Jean Guignard
Pour les articles homonymes, voir Guignard.
Jean Guignard (1829-1901) est un médecin, chirurgien, député et maire d'Angers.

## Biographie
Jean Guignard est né à Couziers dans le département d'Indre-et-Loire en 1829.
Il poursuit des études de médecine à l'école de médecine d'Angers. Il deviendra à son tour professeur de cette même école. Il s'intéresse à l'anatomie, se spécialise dans le domaine des accouchements et se tourne vers la chirurgie. Il deviendra chirurgien en chef de l'hôpital d'Angers, à la tête duquel il demeure dix-huit années. 
En 1870, il devient conseiller municipal sous le mandat du maire Alexis Maillé. Il devient le représentant départemental des Républicains progressistes.
Il fait ériger dans la ville d'Angers les statues de Nicolas-Joseph Beaurepaire, Grégoire Bordillon et Michel Chevreul.
En 1888, il est élu maire d'Angers. En 1889, il préside la célébration du centenaire de la tenue des États généraux de 1789. Il est réélu en 1892 maire jusqu'en 1896. En 1893, il devient député et entre à l'Assemblée nationale. Il y siège jusqu'en 1898.
Il est fait chevalier de la Légion d'honneur.
Il meurt en 1901 à Candes-Saint-Martin dans son département d'origine.

## Sources
- « Jean Guignard », dans le Dictionnaire des parlementaires français (1889-1940), sous la direction de Jean Jolly, PUF, 1960 [détail de l’édition]